# Mauna diasporas
Mauna diasporas är en fjärilsart som beskrevs av Louis Beethoven Prout 1938. Mauna diasporas ingår i släktet Mauna och familjen mätare. Inga underarter finns listade i Catalogue of Life.